# Retiro quitensis
Retiro quitensis är en spindelart som först beskrevs av Simon 1906.  Retiro quitensis ingår i släktet Retiro och familjen mörkerspindlar.
Artens utbredningsområde är Ecuador. Inga underarter finns listade i Catalogue of Life.